# Carlitos y el campo de los sueños
Carlitos y el campo de los sueños es una película española, del género de comedia familiar, dirigida por Jesús del Cerro y producida por Emilio Aragón. Está protagonizada por Guillermo Campra y Josep Maria Pou. Se estrenó en las salas españolas el 22 de agosto de 2008.

## Argumento
La película narra la historia de Carlitos, un niño huérfano que siempre ha deseado dos cosas por encima de todo: una familia que lo adopte y convertirse en jugador de fútbol. Para ello deberá sortear numerosos obstáculos, como a Don Hipólito, el director del orfanato donde reside, quien odia el deporte. Pero también contará con el apoyo de sus amigos Trampas, el Seta, y la Flaca, que le ayudarán a conseguir su sueño. Finalmente , acaba en la selección española de fútbol infantil y es adoptado por Diego y Maite.
Su productor Emilio Aragón define la cinta como "una película amable, una oportunidad de ir al cine con los más pequeños y disfrutar con ellos, compartiendo sus sueños, comprendiendo sus miedos. Supone una apuesta por demostrarnos a nosotros mismos, que el cine familiar es necesario".

## Banda sonora
La banda sonora de Carlitos contiene tanto música incidental, compuesta por Emilio Aragón e interpretada por la Orquesta Sinfónica de Castilla y León, como canciones pop de bandas como Pignoise o Doctor Pitangú.